# ジャック・ウィリアムズ (化学者)
ジャック・メルヴィン・ウィリアムズ（英: Jack Marvin Williams、1938年9月26日 - ）は、アメリカの化学者。専門は無機化学、構造化学。
彼は、有機超伝導体の開発を主導した。特に、ビス(エチレンジチオ)テトラチアフルバレン（bis(ethylenedithio)tetrathiafulvalene、略はBEDT-TTFあるいはET）の超伝導体を数多く開発した。

## 略歴
特記のない限り、文献を出典とする。
1938年9月26日にアメリカ合衆国コロラド州デルタで生まれた。
1960年にルイス&クラークカレッジを卒業し、ワシントン州立大学で1964年に修士号を、1966年に無機化学の博士号を取得した。
博士号取得後、1968年までイリノイ州にあるアルゴンヌ国立研究所で博士研究員として働き、1968年に同研究所の助手化学者、1970年に准化学者、1972年に化学者、1977年に上級化学者となった。また、1977年には同研究所の化学部門および材料科学技術部門のグループリーダーに就任した。
兼職として、1980年・81年にミズーリ大学コロンビア校の客員教授、1980年・85年にコペンハーゲン大学の客員教授、1980年にゴードン研究会議（無機化学）議長を務めた。
1997年に健康上の理由により、退職した。
1958年に結婚し、3人の子供がいる。

## 研究
彼は、始め化学結合の性質解明を目的として、X線回折や中性子回折の研究を行っていた。1979年にデンマークのヘルシンゲルで開催された国際合成金属会議に出席したことで、有機電荷移動錯体における超伝導現象を知った。
帰国後、彼は有機超伝導体プログラムを創設し、有機電荷移動錯体を研究対象に定めた。
有機電荷移動錯体は、通常、有機分子と無機アニオンから構成される。新規物質の開発においては、有機分子は基本的に固定されるため、無機アニオンの変更によって物質の多様化が図られる。この点において、彼は無機化学者として、超伝導を発現し得る無機アニオンの設計指針を提示し、数多くの有機超伝導体を開発した。
彼の研究グループが開発した有機超伝導体については文献に詳しい。